# Зграда у улици Краља Милана 1 у Београду
Зграда у улици Краља Милана 1 у Београду је подигнута 1925. године, на углу улица Краља Милана и Андрићевог венца. Представља непокретно културно добро као споменик културе.
Зграду је подигао инжењер Милош Савчић, по свом пројекту и по пројекту архитекте Евгенија Гулина. Уклапа се у уобичајни тип међуратних објеката двојне намене, с пословном наменом простора у приземљу и становима на спратовима. У обликовању екстеријера осећа се везаност за претходну, академску епоху. Хоризонтална подела фасаде извршена је кордонским венцима, док је прочеље наглашено удвојеним јонским стубовима.
Уклапајући се у низ монументалних здања зграда инжењера Савчића доприноси репрезентативном амбијенту улице Краља Милана.